# 天主教馬尼薩萊斯總教區
天主教馬尼薩萊斯總教區（拉丁語：Arcidioecesis Manizalensis）是哥倫比亞一個羅馬天主教總教區，下轄三個教區。
教區於1900年4月11日成立，1954年5月10日升為總教區。
總教區管轄範圍包括卡爾達斯省和里薩拉爾達省各一部，2004年時有教友731,000人（佔轄區總人口97.5%）。總教區有208名司鐸，下轄八十個堂區。
總主教現時出缺，榮休總主教為貢薩洛·雷斯特雷波-雷斯特雷波。